# Marcel Van Crombrugge
Marcel Lucien Charles Van Crombrugge (Gante, 13 de septiembre de 1880-Gante, 23 de septiembre de 1940) fue un deportista belga que compitió en remo.
Participó en los Juegos Olímpicos de París 1900, obteniendo una medalla de plata en la prueba de ocho con timonel. Ganó ocho medallas en el Campeonato Europeo de Remo entre los años 1900 y 1906.

## Palmarés internacional
| Juegos Olímpicos   | Juegos Olímpicos      | Juegos Olímpicos  | Juegos Olímpicos   |
| Año                | Lugar                 | Medalla           | Prueba             |
| ------------------ | --------------------- | ----------------- | ------------------ |
| 1900               | París (Francia)       | Medalla de plata  | Ocho con timonel   |
| Campeonato Europeo |                       |                   |                    |
| Año                | Lugar                 | Medalla           | Prueba             |
| 1900               | París (Francia)       | Medalla de oro    | Cuatro con timonel |
| 1900               | París (Francia)       | Medalla de oro    | Ocho con timonel   |
| 1900               | París (Francia)       | Medalla de plata  | Dos con timonel    |
| 1901               | Zúrich (Suiza)        | Medalla de oro    | Ocho con timonel   |
| 1902               | Estrasburgo (Francia) | Medalla de oro    | Dos con timonel    |
| 1902               | Estrasburgo (Francia) | Medalla de oro    | Ocho con timonel   |
| 1902               | Estrasburgo (Francia) | Medalla de bronce | Cuatro con timonel |
| 1906               | Pallanza (Italia)     | Medalla de oro    | Ocho con timonel   |